# Râul Valea Negurii
Râul Valea Negurii este un curs de apă, afluent al râului Valea Manolache. 